# NGC 4380
NGC 4380 is een spiraalvormig sterrenstelsel in het sterrenbeeld Maagd. Het hemelobject ligt 71,8 miljoen lichtjaar van de Aarde verwijderd en werd op 10 maart 1826 ontdekt door de Britse astronoom John Herschel.

## Synoniemen
- UGC 7503
- MCG 2-32-37
- ZWG 70.61
- VCC 792
- IRAS 12228+1017
- PGC 40507